# 加沙戰爭期間全球範圍內的抗議
自加沙戰爭爆發後，全球各地出現許多抗議、示威和守夜活动。   示威者要求各方停火、以色列不要再封锁加沙地帶、以色列從巴勒斯坦領土撤出、哈馬斯释放以色列人质。還有示威者譴責各方的战争罪行以及呼籲各界向加沙地帶提供人道主义援助。
阿拉伯世界爆发了大规模抗议以色列的游行。還有抗議者在以色列和美国大使馆門前抗议。  一些亲巴勒斯坦的抗议活动被指控煽動暴力以及涉嫌反犹，因此在一些欧洲国家，參與親巴勒斯坦的抗議屬於犯罪行為。 例如德国就禁止群眾為巴勒斯坦募捐、公開展示巴勒斯坦国旗和佩戴阿拉伯头巾。 
2023年10月7日至11月24日期间，世界各地至少爆发了7,283起支持巴勒斯坦的抗议活动和845起支持以色列的抗议活动。 

## 支持巴勒斯坦的活动
10月8日，哈佛大学34个学生团体发表联署声明，稱数百万加沙的巴勒斯坦人“被迫生活在露天监狱中”，所以哈马斯发动袭击并非无缘无故，“以色列政权应该为正在发生的所有暴力事件负全责”。比尔·阿克曼以及其他十几名CEO宣称，他們的公司不会雇用參與上述連署聲明的學生。纽约大学学生律师协会的学生主席发表亲巴勒斯坦言论后，温斯顿律师事务所表示不會僱傭此人。
10月21日，當天约10万名示威者在英国首都伦敦參加親巴勒斯坦游行。法国马赛和里昂、德國杜塞尔多夫、紐約、意大利、西班牙、加拿大等国均出現親巴勒斯坦示威。
10月29日至11月3日馬來西亞教育部在全国推动“与巴勒斯坦同在”团结周活动，动员教育部旗下所有学校、技职学院、大学预科班学院及师训学院，共同响应政府捍卫巴勒斯坦人民权利和自由的立场。该部门指出，在团结周期间将举办各种活动，并将根据现有指南进行调整，学校和学生团体都会参与，而祈祷等灵性活动仅涉及穆斯林学生。教育部发文告说：“这项活动旨在教育学生人权和行善等人道价值观，包括对其他人所经历的痛苦抱持同情心和关怀，不计较种族、宗教或社会地位。”不過該活動因有學生蒙住臉舉起玩具槍打扮成聖戰者和將宗教帶入校園引來包括執政党及民間人士反對。”
10月31日，網上流傳一段影片，英國伯明翰一名男子先在影片上展示3箱分別被漆上綠色、紅色和灰黑色的老鼠和“PAIISTN”車牌，然後闖入一間麥當勞分店並把箱內的大量老鼠傾倒在地上，隨後離開並高呼“自由巴勒斯坦”及“杯葛以色列”等口號。在片段最後，該男子呼籲杯葛星巴克、麥當勞和迪士尼，指控這3間企業支持以色列，促請停止在前兩者購買飲品及食物，罷看迪士尼電影與取消訂閱Disney+。

## 支持以色列的活动
2023年12月9日，宾夕法尼亚大学校長利兹·马吉尔因被指縱容校园中的反犹太主义立场而宣佈辞职。美國國會通過決議，呼籲撤換哈佛和麻省理工校長；賓州州眾議院通過決議撤回給予賓大的經費；又有律師事務所表示，將不會再招聘哈佛畢業生。
2024年1月7日，澳大利亚生效了新法律，禁止行纳粹礼以及展示或出售与恐怖组织有关的标志，以应对以色列对哈马斯战争后发生的更多反犹太事件。
2024年1月25日，美佐治亚州通过了一项法案，在州法律中定义的反犹太主义描述为「对犹太人的某种看法，可以表现为对犹太人的仇恨」，以应对以色列对哈马斯的战争后的反犹太情绪。

## 暴力冲突事件
10月9日，德国柏林一名学生由於拒绝按教师要求收起巴勒斯坦国旗而與自己的老師鬥毆。
10月11日，哥伦比亚大学发生以色列籍学生与反以色列学生的冲突，隔天支持巴勒斯坦与支持以色列的两派学生在学校内再次对峙，学校為避免衝突而紧急关闭。紐約與洛杉磯警方則表示將在猶太教堂、猶太社區中心以及穆斯林社群地點周圍加強巡邏。
10月13日，以色列驻华大使馆的一名以色列外交人员家属在北京街头被一名外籍人士刺傷。法國一所高中上午爆發持刀砍殺案，導致一名教師罹難，另有3人受傷，法國當局證實，該起攻擊事件與以巴衝突有關。袭击发生后，法国把反恐安全警戒级别提升至最高，超3万人紧急疏散，法国总统马克龙下令16日前部署7000名士兵加強安全巡邏。
10月15日，美國伊利諾州威爾郡71歲房東約瑟夫·丘巴（Joseph Czuba）持刀攻擊32歲穆斯林女租客及其6歲兒子，造成該名巴勒斯坦裔美國男童死亡。警方認為此次攻擊事件與以巴衝突有關連。
10月18日上午，德国首都柏林的一座犹太教堂遭到燃烧瓶袭击。當天大批反戰的数千名犹太人前往美国国会山，呼吁以巴停战，其中包含数十名拉比的数百名抗议群众更进一步占领国会老楼，在建筑内席地而坐并呼喊“别以我们的名义”及“立即停火”等口号。三百余名抗议群众立即被逮捕，其中部分被拘禁并等候审查，其余被释放。還有猶太人在罗格斯大学发表演讲声援巴勒斯坦。柏林发生未经批准的亲巴勒斯坦示威活动，至少有174人被捕，65名警察在冲突中受伤。
10月21日，以色列驻塞浦路斯大使馆附近发生管状炸弹爆炸。塞浦路斯警方隨後逮捕四名叙利亚人。
11月25日，3名巴勒斯坦裔大学生在佛蒙特大学附近被一名白人开枪打伤。事发时有两名受害者戴着象征巴勒斯坦团结的头巾。